# Vitásek?
Vitásek? ist eine Comedyserie, die von Regisseur Rupert Henning ab dem Jahr 2009 in Wien und Niederösterreich gedreht wurde.

## Handlung
Andreas Vitásek ist auf der Bühne ein erfolgreicher Kabarettist. Seine schwangere Frau, seine Tochter und der Mops sind in eine neue Wohnung gezogen. Es ist ein Einblick in den Alltag mit allen Herausforderungen. Überraschend erhält er das Angebot eines großen Fernsehsenders für eine Serie über sein Leben. Dabei stellt sich Andreas Vitásek die Frage, wie er wirklich ist. Dieser Findungsprozess wird zur Belastungsprobe für die ganze Familie und sein Umfeld. In der Serie werden die schwierigen Entscheidungsprozesse in seinem Leben thematisiert und man sieht sämtliche Katastrophen herankommen.

## Figuren

### Hauptfiguren
Andreas Vitásek ist (wie auch im echten Leben) ein erfolgreicher Kabarettist.
Valerie ist die Gattin von Andreas Vitásek. Sie erwartet (und bekommt es im Laufe der Episode) ein Baby von ihm und bereitet sich auf die Geburt und die veränderten Lebensumstände vor.
Georg „Schurli“ Heinzl ist der Manager von Andreas Vitásek. Dieser gibt sich meist sehr gestresst und hektisch im Auftreten.
Funny Übel ist die ORF-Fernsehfilmchefin.

### Nebenfiguren
In der Serie spielen viele Kollegen von Andreas Vitásek aus dem echten Leben eine Rolle. Beispiele dafür sind Michael Niavarani, Gerold Rudle, Viktor Gernot, Oliver Baier, Eva Maria Marold.